# 2022年インド橋崩落事故
2022年インド橋崩落事故（2022ねんインドはしほうらくじこ）は、2022年10月30日にインドのグジャラート州モルビで発生した、マックチュー川に架かる吊り橋が崩落した事故である。

## つり橋
事故が起きたモルビ吊橋は、イギリス統治下の19世紀に建造された、事故発生時点で建造からおよそ140年以上経っていた。
1879年2月20日に開通した長さ233メートル（765フィート）、幅1.25メートルの橋で、グジャラート州のマハプラブジ (Mahaprabhuji) とサマカンタ (Samakantha) 地域を結んでいた。開通当時は一度に15人までしか通行できなかった。現地では揺れる橋として知られており、故意に激しく揺らす訪問者も少なくなかった。
2001年1月26日にグジャラート州で起きたインド西部地震では大きな被害を被ったのち、2008年に時計メーカーとして知られるオレバ社が行政当局とリース契約を結んだ。
ザ・タイムズ・オブ・インディアはオレバ社が2020年に橋を一時的に修理したものの、2022年3月まで安全性が疑われていた状態で橋を開放していたと報じている。

### 改修工事
2022年3月7日、モルビ市は同橋の運営・保守について、2037年までの15年間オレバ社へ委託する契約を親会社のアジャンタと交わした。橋の改修工事は8か月から12か月かけて行われる予定だったものの、同社は6か月から7か月で工事を終了し、事故発生4日前に当たる10月26日に通行を再開させた。また同社は、適合証明書を取得しないまま吊り橋の通行を再開させたとされている。オレバ社は改修工事をデヴプラカーシュ・ソリューションズという企業に下請させたが、この企業もオレバ社のように工事の専門技術が不足していた。
オレバ社は改修工事の詳細を公表し、橋の開放前に検査を受けることになっていたものの、グジャラート州当局はオレバ社が橋を開放する許可を得ていなかったと主張し、モルビ市の責任者は市が橋の再開を把握したのは事故前日の10月29日のことだったと主張している。この責任者は後に職務怠慢で停職処分を受けている。
オレバ社のオーナーは通行再開に先立って記者会見を開き、橋の修繕に2000万ルピーかかったことを明らかにし、「今後8年〜10年間は橋に何も起こらない」と述べていた。しかし、修繕費として2000万ルピーが割り当てられてはいたが、実際はその6%の120万ルピーしか修繕に費やされていなかったことが後の調査で判明している。

## 事故発生
2022年10月30日18時30分頃、または18時40分頃（現地時間）、橋を支えていたケーブルが切断されて崩落した。当時はディーワーリーというヒンドゥー教の祭事が祝われており、橋の耐荷重は約125人分だったが、当時、橋の上には500人近くの人がいた。グジャラート州の内務相は発生当時約200人が橋を渡っていたと推計している。
この事故による死者数は一時140人以上と報じられていたが、135人とされている。死者のうち、55人が子供だった。救助活動は11月3日夜まで続けられ、消防隊のほか、国家災害対応部隊、インド海軍、インド空軍、インド陸軍の各隊員が動員された。180人が救助された。
オレバ社は通行料を徴収していたが、改修前にはあった人数制限はしていなかったという。

## 対応
翌日、橋の運営や補修工事を行ったオレバ社の関係者9人が過失致死の疑いで逮捕された。内訳は管理職2人、チケット販売員2人、つり橋の改修業者2人、警備員3人である。
NDTVは複数の関係者の話から改修工事時に橋を支える古いワイヤーの一部を交換していなかったと報じた。また、科学捜査研究所が裁判所に提出した報告書によると、請負業者は橋のケーブルに手をつけておらず、錆びついたロープを塗装し直して床材に手を加えただけだった。また、翌年1月に提出された起訴用犯罪者名簿では橋のケーブル49本中22本が錆びていたとされた。
オレバ社の最高経営責任者のジェイスク・パテル (Jaysukh Patel) は事故発生後姿をくらましていたが、2023年1月13日には逮捕状が出され、1月27日に提出された起訴用犯罪者名簿では告発された10人のうちに数えられていた。パテルは3ヶ月ほど逃走していたが、1月31日15時頃に裁判所に出頭、モルビ市の警察に逮捕された。

## 反応
- インド - 首相のナレンドラ・モディは「この悲劇に深く悲しんでいる」と述べ、遺族や被害者への補償を明言した[1]。11月1日に現地を訪れ、11月2日には国家レベルで喪に服すと発表した[5]。また、死亡者の遺族へ40万ルピー（約70万円）を、負傷者へ5万ルピー（約9万円）を給付すると発表した[12]。
- 日本 - 首相の岸田文雄がTwitterにて哀悼の意を表した[23]。
- 台湾 - 外交部の呉釗燮部長は台湾政府を代表して哀悼の意を表した[24]。